# Sicario (MC)
Miguel Ángel Soler (Málaga, 25 de agosto de 1977), más conocido por su nombre artístico El Sicario, es un cantante y rapero español que formó parte del grupo Hablando en Plata. Ha participado en más 10 producciones discográficas, tanto a nivel grupal como individual.
Se inició como grafitero en la década de 1990, posteriormente se unió al grupo Hablando en Plata y adopta el pseudónimo El Sicario. Durante su carrera como artista del hip hop ha colaborado con otros grupos y artistas como Mala Rodríguez, Meko, Dogma Crew, R de Rumba, Hazhe, entre otros. También ha trabajado con artistas y bandas internacionales, entre ellos, DJ Muggs de Cypress Hill, Killah Priest, miembro de la banda Wu-Tang Clan, Arianna Puello, The Psycho Realm, entre otros.

## Biografía
Destacado ilustrador y creativo, se inicia en el mundo del hip-hop a principios de los 90, habiendo dedicado primero sus esfuerzos al grafiti para posteriormente dedicarse al rap. En el año 1991 entra en contacto con el grupo "Nazión Sur"-TCB, vinculado estrechamente con los grupos ALK, QSC, TGA y PDM. Posteriormente se autobautizaría como El Sicario, pasando a formar parte del grupo Hablando en Plata Squad junto a Juan Peralta a.k.a Rayka, Rafael Fernández a.k.a Capaz, y el DJ Jesús Suárez a.k.a Sr.Narko. 
La primera aparición de este MC con su actual apodo, tras diversas maquetas, se produce con el maxi "Operación Mafia Fantástica" donde se le puede escuchar por primera vez a nivel comercial. Después llegarían los LP´s "A Sangre fría", "Supervillanos de Alquiler" , "La División de la Victoria" y el doble CD "Libertad/Hambre", todos ellos encuadrados dentro del estilo horrorcore son el resultado de más de una década de Hip Hop en Málaga. 
Su primer LP en solitario fue "La ley de Ohm". 
Este trabajo cuenta con colaboraciones de artistas como Frank-T, Arianna Puello, Capaz, Cabal, Picos Pardos, Rayka, Fito Cabrales, Hablando en Plata y, a nivel internacional, Buckshot. Las instrumentales fueron aportadas por Rayka, Zeta, Jota Mayúscula y Big Hozone. 
El 3 de marzo de 2009 lanzó a la luz un pack junto a Hablando en Plata en el que se incluían los discos Libertad/Hambre más un DVD que se componía del videoclip de 'El castigo de los débiles', más una entrevista sobre la historia del grupo, más el video de un concierto dado en la music week de Barcelona en la que también interviene Shabu One Shant en la canción Whatcha Mouth.
El 4 de mayo de 2010 salió a la venta su trabajo "Nucleares" con Hazhe a las producciones y en los platos. El disco está compuesto por 12 canciones en las que colaboran gran cantidad de Mc de la talla de Rayka y Capaz (Hablando en Plata), Hate (Violadores del Verso), Jefe de la M, Shabu One Shant y Little Pepe. El disco ha salido a la venta en formato digipack y hace gala de un sonido hardcore y atmósfera oscura repleto de letras complejas pero de ánimo constructivo.
En el año 2013 ficha por el sello Rebel Music Group (RMG) y sale a la venta "Mitología Criminal", el primer LP en solitario que Miguel Ángel Soler 'Sicario' graba, mezcla y masteriza íntegramente en Drug Lab - Los Ángeles (California)- con el apoyo de los colectivos internacionales Soul Assassins y The Psycho Realm de los que, desde entonces, forma parte, convirtiéndose en el primer y único rapero europeo perteneciente a los mismos. 'Mitología Criminal' cuenta con colaboraciones o featurings de Ganxta Rid (Booya T.R.I.B.E), Raskass, Killah Priest (Wu-Tang - Sunz of man) Sick Jacken (The Psycho Realm). Las producciones corren a cargo de su querido hermano Cynic (Street Platoons), Dj Muggs (Cypress Hill), Sick Jacken y Roulette Regime (G.Bone). Los arreglos son obra de Baby Jesus Combs y Saint Louis del grupo Concrete Saints. 
En febrero de 2016 lanza "Infinito", un álbum de ocho cortes que regala a sus aficionados y superó las 100.000 descargas en menos de 24 horas.
En noviembre de 2017 anuncia su proyecto "Pulsa Denura", el cual fue publicando mensualmente un tema durante 12 meses en colaboración con productores y artistas gráficos diferentes. Finalmente sólo fueron 10 temas los que vieron la luz.
A finales del año 2018 Sicario desconecta progresivamente de toda actividad artística sin que haya un comunicado oficial por su parte. Esta desconexión al público provoca también un parón en su último proyecto "Pulsa Denura". Se desconoce el futuro del artista hasta la fecha.
Ya en febrero de 2021, Miguel Ángel Soler aprovecha un streaming con su amigo Hazhe del proyecto Nucleares, dedicado al futuro lanzamiento del álbum "Hard Drive", para hacer pública su retirada del mundo de la música, justificada por su deseo de dedicar su nueva vida libre de drogas a su familia, a la pintura y a sus estudios espirituales.
En octubre de 2022, Hablando en Plata comunica la ruptura del grupo a partir de la cual, Miguel Ángel Soler decide poner foco en su carrera en solitario.

## Discografía
Toda la discografía de Sicario:

### En solitario
- La ley de Ohm (LP) (Zona Bruta, 2007)
- Nucleares (LP) Hazhe producciones (BOA, 2010)
- Mitología Criminal (LP) (2013)
- Infinito[10] (EP) (2016)
- Pulsa denura[11] (LP) (2018)

- "Hard Drive" (LP) HAZHE PRODUCCIONES (2021)
- "Justicia Violenta" (LP) 2023
- "Asgard's Vampire" (EP) Vingthor The Hurler prod. (2025)

### Con Hablando en Plata
- Operación Mafia Fantástica (Maxi) (Zona Bruta, 2000)
- A sangre fría (LP) (Zona Bruta, 2001)
- Supervillanos de alquiler (LP) (Zona Bruta, 2003)
- La división de la victoria (LP) (Zona Bruta, 2006)
- Libertad/Hambre (LP) (BOA, 2009)

### Colaboraciones
Yumalesra featuring los míos vol 1
La terapia del caos feat Yumalesra Sicario Trafick Lns Edac SELECTAH
- R de Rumba "Heroína madness (con Capaz)" (R de Rumba, 2000)
- Mala Rodríguez "Sobresaliente" (Mala Rodríguez, 2003)
- Fito & Fitipaldis "Corazón oxidado" (Vivo... para contarlo, 2004)
- RosaRosario-El grafiti es un crimen(El oído de escritor 2008)
- Shotta "Autocensura" (Sangre, 2008)
- Dogma Crew "Existe el Miedo" (La Octava Plaga, 2009)
- SFDK "Los Generadores" (Lista de Invitados, 2011)
- Rayka "Métricas diabólicas" (Fragmentos, 2012)
- SHO-HAI ""Cuentos callejeros""  (Nucleares, 2010)
- Meko ""El signo de mi escuela"" (K2 Kompetición II, 2004)
- Gordo master El himno de los grandes ft Sicario
- Urban Contack "Tortura Eterna" (Zona Hostil, 2012.)
- Frank-T "Siempre fui con los grandes" (La Ley de Ohm, 2007)
- Cabal "El forjador de pesadillas" (El forjador de pesadillas, 2002)
- Meko "El signo de mi escuela" (995 K2 Competición, 2004)
- Crueles intenciones "Que más queréis de mi" (Os lo dijimos, 2017)
- Kinder Malo "Asín" (Terremoto Turquesa, 2017)
- Shaolin Monkey "Hung gar" (Socio Ejecutor, 2018)

## Videos
- Antimateria
- Pandemia Films
- Arterias Urbanas
- La Muerte de la Mañana
- Sica ha vuelto
- El Mensajero del Sótano
- Cuando Amenazo
- Cuando yo Llego